# Salamander (virksomhed)
 For alternative betydninger, se Salamander. (Se også artikler, som begynder med Salamander)
Salalamnder er en tysk virksomhed, der fremstiller sko, der blev grundlagt i 1885. Navnet og logoet med ildsalamanderen blev registreret som varemærke i Tyskland i 1899, og international i 1904.